# Perša Liha 2024-2025
La Perša Liha 2024-2025 è stata la 34ª edizione della seconda serie del campionato ucraino di calcio. La stagione è iniziata il 7 agosto 2024 ed è terminata il 30 maggio 2025.

## Novità
Al termine della stagione 2023-2024, sono state promosse in Prem"jer-liha Inhulec' e Karpaty. Sono invece retrocesse dalla Prem"jer-liha 2023-2024 Metalist 1925 e Mynaj.
Sono retrocesse in Druha Liha Chust, Metalurh Zaporižžja, Kremin' Kremenčuk, Černihiv e Hirnyk-Sport. Dalla Druha Liha 2023-2024 sono state promosse Družba Myrivka, UCSA e Zvjahel'.
Il Livyj Bereh è stato ammesso in Prem"jer-liha 2024-2025, dopo aver vinto un play-off disputatosi in turni di semifinali e finale giocatosi tra le due retrocesse della Prem"jer-liha 2023-2024 e le due formazioni che hanno perso lo spareggio promozione-retrocessione della scorsa stagione. Tale play-off è stato reso necessario per decidere la sedicesima partecipante al campionato di massima serie, a seguito dello scioglimento societario del Dnipro-1.
Družba Myrivka e Zvjahel', formazioni neopromosse dalla Druha Liha, si sono ritirate prima dell'inizio del campionato per motivi finanziari.
Il Nyva Buzova si è fuso con il Kudrivka, mantenendo la denominazione di quest'ultima.
I posti lasciati liberi da Livyj Bereh, Družba Myrivka e Zvjahel', sono stati occupati dalle ripescate Chust, Metalurh Zaporižžja e Kremin' Kremenčuk.

## Formula
Il torneo si svolge in due fasi: nella prima fase, le diciotto squadre sono suddivise in due gironi da nove squadre. Le prime quattro classificate di tali gironi, accedono alla poule promozione; le ultime cinque, invece, prendono parte alla poule retrocessione. 
Le prime due classificate della poule promozione, sono promosse in Prem"jer-liha. Terza e quarta classificata disputano uno spareggio promozione in gara doppia, rispettivamente contro la tredicesima e la quattordicesima classificata della Prem"jer-liha 2024-2025, per ottenere anch'esse un posto in Prem"jer-liha. Le squadre partecipanti alla poule promozione, ripartono con i punti ottenuti nella prima fase. Non possono inoltre affrontarsi nuovamente le formazioni appartenenti allo stesso girone della prima fase.
Per quanta riguarda la poule retrocessione, le ultime tre classificate retrocedono in Druha Liha, mentre quartultima e quintultima disputano uno spareggio promozione-retrocessione, rispettivamente contro la quarta e la terza classificata della Druha Liha 2024-2025. Anche le squadre della poule retrocessione ripartono con i punti ottenuti nella prima fase. Non possono inoltre affrontarsi nuovamente le formazioni appartenenti allo stesso girone della prima fase.

## Avvenimenti
Dopo soli tre match disputati, il Chust annuncia il ritiro dal campionato. Avendo giocato meno della metà dei match in programma, i risultati sono stati annullati.

## Prima fase

### Gruppo A

#### Classifica finale
|  | Pos. | Squadra              | Pt | G  | V  | N | P | GF | GS | DR  |
|  | ---- | -------------------- | -- | -- | -- | - | - | -- | -- | --- |
|  | 1.   | Epicentr             | 29 | 14 | 18 | 5 | 1 | 21 | 7  | +14 |
|  | 2.   | Ahrobiznes Voločys'k | 28 | 14 | 9  | 1 | 4 | 16 | 13 | +3  |
|  | 3.   | Metalist             | 22 | 14 | 6  | 4 | 4 | 20 | 11 | +9  |
|  | 4.   | Bukovyna Černivci    | 20 | 14 | 5  | 5 | 4 | 11 | 11 | 0   |
|  | 5.   | Nyva Ternopil'       | 16 | 14 | 4  | 4 | 6 | 13 | 17 | -4  |
|  | 6.   | Mynaj                | 16 | 14 | 4  | 4 | 6 | 12 | 20 | -8  |
|  | 7.   | Prykarpattja         | 13 | 14 | 3  | 4 | 7 | 14 | 18 | -4  |
|  | 8.   | Podillja             | 8  | 14 | 1  | 5 | 8 | 9  | 19 | -10 |
|  | –    | Chust                | –  | –  | –  | – | – | –  | –  | –   |

Legenda:
      Ammesse alla poule promozione.
      Ammesse alla poule retrocessione.
      Esclusa a campionato in corso.
Note:
Tre punti a vittoria, uno a pareggio, zero a sconfitta.

#### Risultati
|                      | Ahr  | Buk  | Epi  | Met  | Myn  | Nyv  | Pod  | Pry  |
| -------------------- | ---- | ---- | ---- | ---- | ---- | ---- | ---- | ---- |
| Ahrobiznes Voločys'k | –––– | 1-0  | 2-1  | 2-1  | 2-1  | 0-1  | 1-0  | 0-1  |
| Bukovyna Černivci    | 0-1  | –––– | 1-1  | 2-1  | 2-1  | 1-0  | 1-1  | 0-0  |
| Epicentr             | 2-0  | 2-0  | –––– | 1-1  | 4-0  | 1-1  | 2-1  | 3-0  |
| Metalist             | 0-1  | 0-1  | 0-0  | –––– | 3-0  | 2-0  | 1-1  | 2-1  |
| Mynaj                | 3-1  | 1-0  | 0-0  | 0-3  | –––– | 0-2  | 0-0  | 4-2  |
| Nyva Ternopil'       | 2-3  | 1-1  | 0-1  | 1-1  | 1-1  | –––– | 2-1  | 2-1  |
| Podillja             | 1-1  | 0-1  | 1-2  | 0-3  | 0-1  | 1-0  | –––– | 2-2  |
| Prykarpattja         | 0-1  | 1-1  | 0-1  | 1-2  | 0-0  | 3-0  | 2-0  | –––– |

### Gruppo B

#### Classifica finale
|  | Pos. | Squadra             | Pt | G  | V | N | P  | GF | GS | DR  |
|  | ---- | ------------------- | -- | -- | - | - | -- | -- | -- | --- |
|  | 1.   | Kudrivka            | 31 | 16 | 9 | 4 | 3  | 22 | 12 | +10 |
|  | 2.   | Metalist 1925       | 29 | 16 | 8 | 5 | 3  | 21 | 10 | +11 |
|  | 3.   | SC Poltava          | 29 | 16 | 8 | 5 | 3  | 24 | 14 | +10 |
|  | 4.   | UCSA                | 28 | 16 | 8 | 4 | 4  | 31 | 21 | +10 |
|  | 5.   | Viktorija Sumy      | 23 | 16 | 6 | 5 | 5  | 23 | 12 | +11 |
|  | 6.   | FSC Mariupol'       | 18 | 16 | 5 | 3 | 8  | 17 | 23 | -6  |
|  | 7.   | Metalurh Zaporižžja | 17 | 16 | 4 | 5 | 7  | 15 | 22 | -7  |
|  | 8.   | Dinaz Vyšhorod      | 13 | 16 | 3 | 4 | 9  | 12 | 28 | -16 |
|  | 9.   | Kremin' Kremenčuk   | 9  | 16 | 2 | 3 | 11 | 9  | 32 | -23 |

Legenda:
      Ammesse alla poule promozione.
      Ammesse alla poule retrocessione.
Note:
Tre punti a vittoria, uno a pareggio, zero a sconfitta.

#### Risultati
|                     | Din  | FSC  | Kre  | Kud  | M25  | Met  | SCP  | UCS  | Vik  |
| ------------------- | ---- | ---- | ---- | ---- | ---- | ---- | ---- | ---- | ---- |
| Dinaz Vyšhorod      | –––– | 1-4  | 0-1  | 0-1  | 0-2  | 2-0  | 3-1  | 0-2  | 1-1  |
| FSC Mariupol'       | 3-0  | –––– | 3-0  | 0-0  | 1-0  | 1-1  | 1-2  | 2-3  | 0-4  |
| Kremin' Kremenčuk   | 0-3  | 3-0  | –––– | 0-3  | 1-1  | 0-1  | 0-0  | 0-1  | 0-3  |
| Kudrivka            | 0-0  | 1-0  | 2-1  | –––– | 1-1  | 3-0  | 0-0  | 0-1  | 0-2  |
| Metalist 1925       | 2-2  | 1-1  | 4-0  | 0-2  | –––– | 2-0  | 0-1  | 2-0  | 2-0  |
| Metalurh Zaporižžja | 3-0  | 1-0  | 1-0  | 1-3  | 1-2  | –––– | 0-0  | 1-2  | 1-3  |
| SC Poltava          | 3-0  | 3-0  | 4-2  | 1-2  | 0-1  | 2-2  | –––– | 1-1  | 1-0  |
| UCSA                | 5-0  | 3-0  | 5-0  | 3-4  | 0-0  | 2-2  | 1-3  | –––– | 1-1  |
| Viktorija Sumy      | 0-0  | 0-1  | 1-1  | 2-0  | 0-1  | 0-0  | 1-2  | 5-1  | –––– |

## Seconda fase

### Poule promozione

#### Classifica finale
|  | Pos. | Squadra              | Pt | G  | V  | N | P | GF | GS | DR  |
|  | ---- | -------------------- | -- | -- | -- | - | - | -- | -- | --- |
|  | 1.   | Epicentr             | 53 | 22 | 16 | 5 | 1 | 39 | 15 | +24 |
|  | 2.   | SC Poltava           | 41 | 22 | 12 | 5 | 5 | 31 | 19 | +12 |
|  | 3.   | Metalist 1925        | 36 | 22 | 10 | 6 | 6 | 29 | 20 | +9  |
|  | 4.   | Kudrivka             | 35 | 22 | 10 | 5 | 7 | 25 | 18 | +7  |
|  | 5.   | Ahrobiznes Voločys'k | 33 | 22 | 10 | 3 | 9 | 19 | 26 | -7  |
|  | 6.   | Metalist             | 31 | 22 | 8  | 7 | 7 | 29 | 21 | +8  |
|  | 7.   | Bukovyna Černivci    | 30 | 22 | 8  | 6 | 8 | 20 | 20 | 0   |
|  | 8.   | UCSA                 | 27 | 22 | 7  | 6 | 9 | 33 | 35 | -2  |

Legenda:
      Promossa in Prem"jer-liha 2024-2025.
  Partecipa allo spareggio promozione.
Note:
Tre punti a vittoria, uno a pareggio, zero a sconfitta.

#### Risultati
|                      | Ahr  | Buk  | Epi  | Kud  | Met  | M25  | SCP  | UCS  |
| -------------------- | ---- | ---- | ---- | ---- | ---- | ---- | ---- | ---- |
| Ahrobiznes Voločys'k | –––– | –––– | –––– | 0-2  | –––– | 1-1  | 1-2  | 1-0  |
| Bukovyna Černivci    | –––– | –––– | –––– | 1-0  | –––– | 1-2  | 1-1  | 2-0  |
| Epicentr             | –––– | –––– | –––– | 2-1  | –––– | 2-1  | 2-0  | 4-3  |
| Kudrivka             | 2-0  | 2-0  | 0-1  | –––– | 1-1  | –––– | –––– | –––– |
| Metalist             | –––– | –––– | –––– | 2-0  | –––– | 1-0  | 0-1  | 0-2  |
| Metalist 1925        | 4-0  | 2-1  | 1-3  | –––– | 2-2  | –––– | –––– | –––– |
| SC Poltava           | 2-0  | 2-0  | 2-3  | –––– | 1-0  | –––– | –––– | –––– |
| UCSA                 | 0-0  | 0-3  | 0-1  | –––– | 3-3  | –––– | –––– | –––– |

### Poule retrocessione

#### Classifica finale
|  | Pos. | Squadra             | Pt | G  | V | N | P  | GF | GS | DR  |
|  | ---- | ------------------- | -- | -- | - | - | -- | -- | -- | --- |
|  | 9.   | Viktorija Sumy      | 36 | 24 | 9 | 9 | 6  | 32 | 17 | +15 |
|  | 10.  | Prykarpattja        | 32 | 24 | 8 | 8 | 8  | 32 | 28 | +4  |
|  | 11.  | Nyva Ternopil'      | 32 | 24 | 8 | 8 | 8  | 28 | 27 | +1  |
|  | 12.  | Mynaj               | 30 | 24 | 8 | 6 | 10 | 26 | 30 | -4  |
|  | 13.  | FSC Mariupol'       | 28 | 24 | 8 | 4 | 12 | 26 | 34 | -8  |
|  | 14.  | Metalurh Zaporižžja | 26 | 24 | 6 | 8 | 10 | 24 | 35 | -11 |
|  | 15.  | Podillja            | 24 | 24 | 5 | 9 | 10 | 22 | 28 | -6  |
|  | 16.  | Dinaz Vyšhorod      | 17 | 24 | 3 | 8 | 13 | 19 | 46 | -27 |
|  | 17.  | Kremin' Kremenčuk   | 14 | 24 | 3 | 5 | 16 | 14 | 45 | -31 |
|  | –    | Chust               | –  | –  | – | – | –  | –  | –  | –   |

Legenda:
  Partecipa allo spareggio retrocessione.
      Retrocessa in Druha Liha 2024-2025.
      Esclusa a campionato in corso.
Note:
Tre punti a vittoria, uno a pareggio, zero a sconfitta.

#### Risultati
|                     | Din  | FSC  | Kre  | Met  | Myn  | Nyv  | Pod  | Pry  | Vik  |
| ------------------- | ---- | ---- | ---- | ---- | ---- | ---- | ---- | ---- | ---- |
| Dinaz Vyšhorod      | –––– | –––– | –––– | –––– | 1-2  | 1-1  | 1-1  | 2-2  | –––– |
| FSC Mariupol'       | –––– | –––– | –––– | –––– | 2-0  | 0-1  | 0-2  | 2-3  | –––– |
| Kremin' Kremenčuk   | –––– | –––– | –––– | –––– | 1-0  | 1-2  | 0-2  | 0-0  | –––– |
| Metalurh Zaporižžja | –––– | –––– | –––– | –––– | 2-1  | 1-1  | 1-2  | 0-2  | –––– |
| Mynaj               | 3-0  | 2-0  | 3-0  | 1-1  | –––– | –––– | –––– | –––– | 0-1  |
| Nyva Ternopil'      | 5-0  | 2-3  | 3-1  | 0-0  | –––– | –––– | –––– | –––– | 0-0  |
| Podillja            | 0-0  | 1-2  | 1-1  | 2-3  | –––– | –––– | –––– | –––– | 1-1  |
| Prykarpattja        | 4-2  | 0-0  | 2-1  | 4-1  | –––– | –––– | –––– | –––– | 0-1  |
| Viktorija Sumy      | –––– | –––– | –––– | –––– | 2-2  | 3-0  | 0-1  | 1-1  | –––– |

## Spareggi

### Spareggio promozione
|               | Risultati       |               | Luogo e data                    |
| ------------- | --------------- | ------------- | ------------------------------- |
| Livyj Bereh   | 0 - 1           | Metalist 1925 | Oblast' di Kiev, 29 maggio 2025 |
| Metalist 1925 | 1 - 0           | Livyj Bereh   | Oblast' di Kiev, 1º giugno 2025 |
|               |                 |               |                                 |
| Kudrivka      | 1 - 2           | Vorskla       | Kiev, 29 maggio 2025            |
| Vorskla       | 0 - 1 (3-4 dtr) | Kudrivka      | Poltava, 1º giugno 2025         |

### Spareggio retrocessione
|                     | Risultati |                     | Luogo e data                 |
| ------------------- | --------- | ------------------- | ---------------------------- |
| Kolos-2 Kovalivka   | 0 - 2     | Podillja            | Buča, 4 giugno 2025          |
| Podillja            | 1 - 0     | Kolos-2 Kovalivka   | Chmel'nyc'kyj, 8 giugno 2025 |
|                     |           |                     |                              |
| Černihiv            | 3 - 0     | Metalurh Zaporižžja | Černihiv, 8 giugno 2025      |
| Metalurh Zaporižžja | 0 - 2     | Černihiv            | Zaporižžja, 12 giugno 2025   |